# Xan Fraga
Xan Fraga Rodríguez (Carballo, La Coruña, 1958) es un profesor, historiador y escritor español. Licenciado en Geografía e Historia, Especialidad de Historia Contemporánea, por la Universidad Central de Barcelona. Diploma Estudios Avanzados (DEA) en Ciencias Políticas por la Universidad Complutense de Madrid. Miembro de la Asociación de Escritores en Lingua Galega (AELG) y del Instituto de Estudios Bergantiñáns. Declarado carballés del año en 1997 por acuerdo unánime de las asociaciones carballesas.

## Obra

### Libros
- Emigración e Historia Contemporánea. Galiza-Cuba; Edit. AS-PG, La Coruña 1994.
- Carballo 1900-1979. Crónica fotográfica; Edit. Espiral Maior, La Coruña 1996.
- Tranvías e Trolebuses. A Coruña-Sada-Carballo; Edit. Espiral Maior, La Coruña 1997.
- Tranvías e Trolebuses. Pontevedra-Vigo; Edit. Espiral Maior, La Coruña 2000.[2]
- Tranvías de Ferrol, A Coruña, Espiral Maior 2002.
- Trolebús. Edit. Lumieira, Carballo 2001.
- Bergantiños F.C. 75 anos de historia;  Carballo, F.C. Bergantiños 1998.
- Crónicas de Carballo I, Edit. Lumieira, Carballo 1999.
- Crónicas de Carballo I, Edit. Lumieira, Carballo, 2007(segunda edición aumentada).
- Crónicas de Carballo II, Edit. Lumieira, Carballo 2004.[3]
- Crónicas de Carballo III, Edit. Lumieira, Carballo 2006.
- Crónicas de Carballo IV, Edit. Lumieira, Carballo 2012.
- A memoria de Carballo,  Ed. Xerais, Vigo 2006.

- Alfredo Brañas, carballés ilustre, AS-PG, La Coruña 2005.
- Miro Casabella e a Nova Canción Galega, Edit. Galaxia, Vigo 2008.
- Luís Suárez. Fútbol de seda, Edicións Baía, La Coruña 2010.[4]

### Libros como coautor
- Malpica. Crónica do século XX en imaxes (con Héctor Pose). Edit. Espiral Maior 2001.

### Coautor noutros libros colectivos
- ¡Mal ollo! Comedia de ambente mariñeiro, de Cándido A. González, Edición de M. Ferreiro e Laura Tato,  Biblioteca Arquivo teatral Francisco Pillado, Universidad de La Coruña 2004.
- Manuel María. Fotobiografía, Editorial Ouvirmos 2005.
- Los Calvo. Protagonistas de la renovación de una industria madura, en Las familias de la conserva, Xan Carmona (Dirección e coordinación) Anfaco-Cecopesca, Deputación de Pontevedra 2011.

### Revistas
- “Salvemos as marismas de Baldaio!”, en Na defensa da Terra, Cadernos A Nosa Terra, nº 23, Vigo, 1997, páginas 15-19
- “Os tres T: Tren, Tranvía e trolebús”, páginas 41-50, in Transporte e Medio Ambiente, Cadernos ADEGA, Santiago, 1999. ISSN 1137-0262.
- “Voces Ceibes e a censura franquista. Un documento da Brigada político-Social, 1970”, Grial, Revista Galega de Cultura, nº 173, 2007,Tomo XLV, Páxinas 82-99. ISSN 0017-4181.